# صادق آدامز
صادق آدامز (انگلیسی: Sadick Adams؛ زادهٔ ۱ ژانویهٔ ۱۹۹۰) بازیکن فوتبال اهل غنا است.
از باشگاه‌هایی که در آن بازی کرده است می‌توان به باشگاه فوتبال الانصار عربستان سعودی، باشگاه فوتبال وویوودینا، باشگاه فوتبال ستاره ساحلی، باشگاه فوتبال الفیحا، باشگاه فوتبال اتلتیکو مادرید بی، و باشگاه فوتبال اتلتیکو مادرید اشاره کرد.
وی همچنین در تیم‌های ملی فوتبال زیر ۱۷ سال غنا و غنا بازی کرده است.